# Insigne de combat des vedettes rapides
L'insigne de combat des vedettes rapides (Schnellboot-Kriegsabzeichen en allemand), est une décoration militaire allemande du Troisième Reich. Elle fut créée le 30 mai 1941 pour récompenser les marins ayant servi de manière méritante à bord des vedettes rapides lance-torpilles de la Kriegsmarine qui jusque-là étaient récompensés par l'insigne de combat des destroyers.

## Attribution
L'obtention de cet insigne était soumise aux conditions suivantes :
- Avoir participé à douze patrouilles opérationnelles.
- Avoir été blessé lors d'une mission.
- Avoir participé à une mission couronnée de succès.
- Avoir vu son navire sombrer.

L'insigne a cessé d'être accordé à la fin du régime nazi en Allemagne en 1945.

## Description
L'insigne fut dessiné par Wilhelm Ernst Peekhaus à Berlin, qui en dessina deux modèles (le premier en mai 1941, le deuxième en janvier 1943 avec l'aide du korvettenkapitän Rudolf Petersen), il est composé d'une couronne ovale de feuilles de chêne, surmontées d'un aigle, ailes déployées et tenant entre ses serres un swastika de petite taille dépassant légèrement de la couronne. L'attache se trouvant en bas de la couronne a l'aspect d'un ruban.
Le motif au centre représente une vedette lance-torpille, vue de profil, brisant les flots de la droite vers la gauche et mordant légèrement la couronne.
Les diplômes d'obtention de ce dernier pouvaient prendre différentes formes et comporter ou non les emblèmes nationaux.

## Port
L'insigne devait être porté sur la poche gauche de la veste (ou de la chemise) sous la croix de fer, si celle-ci est présente.